# Костриця лучна
Костри́ця лучна або Вівсяниця лучна (Lolium pratense (Huds.) Darbysh. ) — багаторічна трав'яниста рослина, вид роду костриця (Festuca) родини тонконогові (Poaceae) або злакові.

## Поширення та екологія
Оригінальний ареал костриці охоплює Європу і Азію. Згодом рослина поширилась на території Близького Сходу, Америки, Австралії та Нової Зеландії і сьогодні використовується майже в усьому світі. В Україні вид широко поширений в заплавах річок, на лісових галявинах, біля доріг, на схилах балок і суходільних луках Лісостепу, в степу трапляється менше.
Мезофіт, добре витримує перезволоження і затоплення талими водами до 2,0—3,0 місяців. Зимо- і морозостійка. Стійка до весняних та осінніх заморозків, але не стійка до посухи. Успішно росте на основних типах ґрунтів лісової і лісостепової зон, включаючи зволожені легкі і окультурені торф'яні та торфово-глейові ґрунти. Найпридатніші для костриці помірно вологі родючі суглинкові ґрунти.

## Ботанічний опис
Багаторічна нещільнокущова верхова злакова трав'яниста рослина із прямостоячим стеблом 30—120 см заввишки. Листки вузькі, шириною 3—5 мм, плоскі, гладенькі, знизу світло-зелені, блискучі, біля основи листової пластинки є вушка, язичок дуже короткий (до 1 мм), зубчастий. Генеративні стебла облиствлені погано. Багато прикореневого листя.
Коренева система мичкувата, добре розвинена і проникає в ґрунт на глибину 160–180 см. Але основна маса коріння (більше 90 %) розміщена в шарі ґрунту 40 см.
Суцвіття — розлога волоть 6—20 см завдовжки (при достиганні стиснута), здебільшого пряма, з нижніми гілочками зібраними по 2 (3), з них більш довга з 1—4 (6) колосками, друга з 1—3 колосками. Колоски зелені або слабо фіолетові, лінійно-довгасті, довжиною до 15 мм, 3—10-квіткові. Нижні квіткові луски широколанцетні, 5—7 мм довжиною, голі, на верхівці гострі, але без ості. Плід — зернівка, насіння світло-зелене, швидко обсипається при достиганні. Маса 1000 насінин — близько 2 г.
Цвіте в травні-червні, дозріває в липні-серпні. Анемофіл.

## Значення і застосування
Широко використовується в культурі, цінна кормова культура лісостепових, поліських та західних районів України. Цінний компонент травосумішей (з конюшиною червоною і тимофіївкою лучною), які використовують для поліпшення природних угідь та створення культурних пасовищ та сіножатей короткострокового і довгострокового використання. Вирізняється високою кормовою цінністю, за кормовими властивостями стоїть вище тимофіївки, також краще відростає після скошування і випасання. У травостої тримається 6—8 і більше років. Як самостійна культура використовується в основному на насіння.
Відростає в другій половині квітня, придатна для пасіння на початку, для укосу — наприкінці травня. У вологих умовах за сезон формує 2—3 укоси урожайністю 230–315 ц/га. У рік сівби росте повільно, повного розвитку досягає на 2—3-й рік життя. В 100 кг трави міститься 21—26 кормових одиниць, у сіні — 53—55 кормових одиниць і до 4 кг перетравного протеїну. Урожайність сіна сягає 50—80 ц/га, при зрошуванні й удобрюванні зростає до 120 ц/га. Урожайність насіння — від 4 до 8 ц/га.